# Каљари (Тренто)
Каљари (итал. Cagliari) је насеље у Италији у округу Тренто, региону Трентино-Јужни Тирол.
Према процени из 2011. у насељу је живело 11 становника. Насеље се налази на надморској висини од 975 м.